# Discosaurus
Discosaurus es un género extinto de plesiosaurio del Cretácico descubierto por primera vez en Alabama por Joseph Leidy. Se argumentó que era el mismo animal que Elasmosaurus.